# Sergey Verlin
Sergey Verlin, né le 7 octobre 1974 à Voronej, est un kayakiste russe pratiquant la course en ligne.

## Palmarès

### Jeux olympiques
- Médaille de bronze aux Jeux olympiques de 1996 à Atlanta en K-4 1000m[1].